# Leroy Loggins
Leroy Loggins, né le 20 décembre 1957, à New Brunswick, dans le New Jersey, est un ancien joueur américain naturalisé australien de basket-ball. Il évolue durant sa carrière au poste d'arrière.

## Palmarès
- Champion NBL 1982, 1985, 1987
- MVP NBL 1984, 1986, 1987
- MVP des Finales NBL 1987
- All NBL First team 1982, 1983, 1984, 1985, 1986, 1987, 1988, 1990, 1993, 1994
- Meilleur défenseur de la NBL 1987, 1990